# Cliffortia

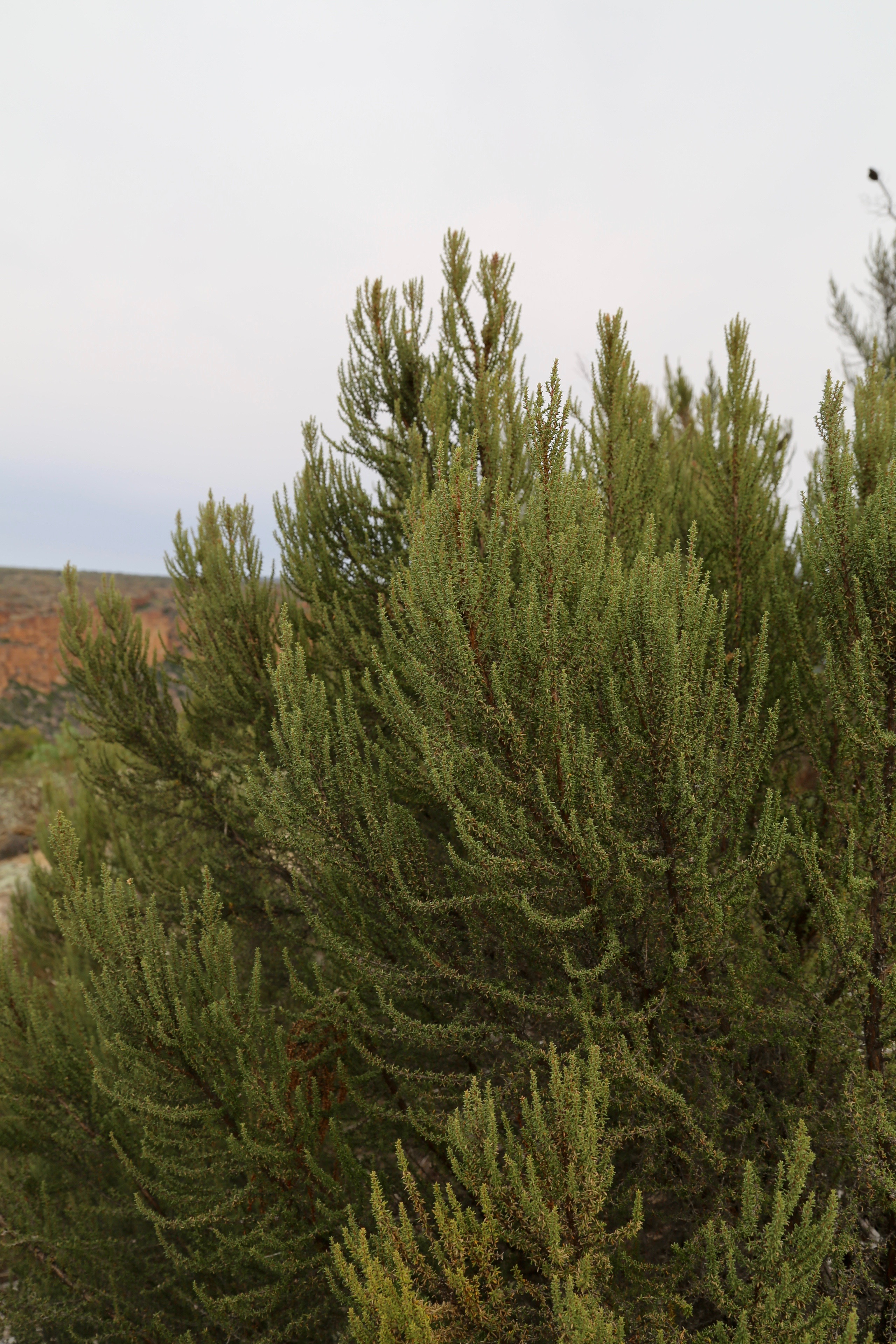
Pokrój Cliffortia dichotoma

Cliffortia – rodzaj roślin należących do rodziny różowatych. Obejmuje 117 gatunków. Te wrzosopodobne krzewy są typowe dla formacji fynbos w południowej części Afryki Południowej, przy czym aż 104 z nich są endemitami państwa przylądkowego (Capensis), znacznie mniej liczne centrum endemizmu rodzaju znajduje się w prowincji KwaZulu-Natal, pojedyncze gatunki występują poza granicami Afryki Południowej. Rodzaj ten jest najbardziej zróżnicowanym gatunkowo przedstawicielem różowatych w południowej Afryce.  

## Morfologia
PokrójKrzewy wrzosopodobne – o drobnych liściach.
LiścieDrobne, zwykle trójlistkowe, rzadziej pojedyncze. Przylistki przyrosłe do ogonka liściowego, obejmujące pęd.
KwiatyDrobne, jednopłciowe, bezpłatkowe, wyrastają pojedynczo w kątach liści. Kwiaty męskie z 4 działkami kielicha. Kwiaty żeńskie z 4 działkami zrośniętymi u nasady w rurkę. Zalążnia składa się z pojedynczego lub dwóch owocolistków. Znamię jest piórkowato podzielone.
OwocePojedyncza lub dwie niełupki zamknięte w trwałej rurce kielicha.

## Systematyka
Pozycja systematyczna według APweb (aktualizowany system APG IV z 2016)
Rodzaj należący do podplemienia Sanguisorbinae, plemienia Sanguisorbeae, podrodziny Rosoideae, rodziny różowatych (Rosaceae Juss.), rzędu różowców, kladu różowych w obrębie okrytonasiennych.
Wykaz gatunków
- Cliffortia aequatorialis R.E.Fr. & T.C.E.Fr.
- Cliffortia amplexistipula Schltr.
- Cliffortia apiculata Weim.
- Cliffortia arcuata Weim.
- Cliffortia atrata Weim.
- Cliffortia baccans Harv.
- Cliffortia brevifolia Weim.
- Cliffortia browniana Burtt Davy
- Cliffortia burchellii Stapf
- Cliffortia carinata Weim.
- Cliffortia castanea Weim.
- Cliffortia cervicornu Weim.
- Cliffortia complanata E.Mey. ex Harv. & Sond.
- Cliffortia concinna Weim.
- Cliffortia crassinervis Weim.
- Cliffortia crenata L.f.
- Cliffortia crenulata Weim.
- Cliffortia cristata Weim.
- Cliffortia cuneata Dryand.
- Cliffortia curvifolia Weim.
- Cliffortia cymbifolia Weim.
- Cliffortia densa Weim.
- Cliffortia dentata Willd.
- Cliffortia discolor Weim.
- Cliffortia dispar Weim.
- Cliffortia dodecandra Weim.
- Cliffortia dregeana C.Presl
- Cliffortia drepanoides Eckl. & Zeyh.
- Cliffortia erectisepala Weim.
- Cliffortia eriocephalina Cham.
- Cliffortia esterhuyseniae Weim.
- Cliffortia exilifolia Weim.
- Cliffortia falcata L.f.
- Cliffortia ferruginea L.f.
- Cliffortia filicaulis Cham. & Schltdl.
- Cliffortia filicauloides Weim.
- Cliffortia filifolia L.f.
- Cliffortia glauca Weim.
- Cliffortia gracilis Harv.
- Cliffortia graminea L.f.
- Cliffortia grandifolia Eckl. & Zeyh.
- Cliffortia hermaphroditica Weim.
- Cliffortia heterophylla Weim.
- Cliffortia hexandra Weim.
- Cliffortia hirsuta Eckl. & Zeyh.
- Cliffortia hirta Burm.f.
- Cliffortia ilicifolia L.3
- Cliffortia incana Weim.
- Cliffortia integerrima Weim.
- Cliffortia intermedia Eckl. & Zeyh.
- Cliffortia juniperina L.f.
- Cliffortia lanata Weim.
- Cliffortia lanceolata Weim.
- Cliffortia lepida Weim.
- Cliffortia linearifolia Eckl. & Zeyh.
- Cliffortia longifolia (Eckl. & Zeyh.) Weim.
- Cliffortia marginata Eckl. & Zeyh.
- Cliffortia micrantha Weim.
- Cliffortia mirabilis Weim.
- Cliffortia monophylla Weim.
- Cliffortia montana Weim.
- Cliffortia multiformis Weim.
- Cliffortia neglecta Schltr.
- Cliffortia nitidula (Engl.) R.E.Fr. & T.C.E.Fr.
- Cliffortia obcordata L.f.
- Cliffortia obovata E.Mey.
- Cliffortia odorata L.f.
- Cliffortia ovalis Weim.
- Cliffortia paucistaminea Weim.
- Cliffortia pedunculata Schltr.
- Cliffortia phillipsii Weim.
- Cliffortia phyllanthoides Schltr.
- Cliffortia pilifera Bolus
- Cliffortia polita Weim.
- Cliffortia polygonifolia L.
- Cliffortia propinqua Eckl. & Zeyh.
- Cliffortia pterocarpa (Harv.) Weim.
- Cliffortia pulchella L.f.
- Cliffortia pungens C.Presl
- Cliffortia ramosissima Schltr.
- Cliffortia repens Schltr.
- Cliffortia reticulata Eckl. & Zeyh.
- Cliffortia rigida Weim.
- Cliffortia robusta Weim.
- Cliffortia ruscifolia L.
- Cliffortia semiteres Weim.
- Cliffortia sericea Eckl. & Zeyh.
- Cliffortia serpyllifolia Cham. & Schltdl.
- Cliffortia setifolia Weim.
- Cliffortia spathulata Weim.
- Cliffortia stricta Weim.
- Cliffortia strobilifera L.
- Cliffortia subdura Weim.
- Cliffortia subsetacea (Eckl. & Zeyh.) Diels ex Bolus & Wolley-Dod
- Cliffortia tenuis Weim.
- Cliffortia teretifolia L.f.
- Cliffortia theodorifriesii Weim.
- Cliffortia tricuspidata Harv.
- Cliffortia triloba Harv.
- Cliffortia tuberculata (Harv.) Weim.
- Cliffortia uncinata Weim.
- Cliffortia varians Weim.
- Cliffortia verrucosa Weim.
- Cliffortia virgata Weim.
- Cliffortia viridis Weim.